# Orašjei csata
Az orašjei csata 1995. május 5. és június 10. között, a boszniai háború alatt zajlott a Boszniai Szerb Köztársaság hadserege (Vojska Republike Srpske – VRS) és a boszniai Horvát Védelmi Tanács (Hrvatsko vijeće obrane – HVO) erői között, a Száva folyó déli partján fekvő Orašje városában és környékén. A Láng–95 hadművelet (Operacija Plamen–95) fedőnevű offenzívát, amelyet horvát források Bosszú hadműveletként (Operacija Osveta) emlegetnek, valójában változó intenzitással vívták, a harci időszakokat pedig két-hét napig tartó szünetek váltogatták. A legsúlyosabb harcról május 15-én számoltak be, amikor Vidovice falu közelében a VRS-nek sikerült áttörnie a HVO védelmének egy részét, de az áttörést sikeresen hárították el, és az elvesztett területet a HVO visszafoglalta. Így Horvát Hadsereg folyótól északra telepített tüzérsége által támogatott HVO-nak végül sikerült ellenállnia a szerb offenzívának, és a frontvonal a csata kezdetétől lényegében változatlan maradt. Ez jól mutatja a háború ezen szakaszában megváltozott erőviszonyokat. A háború kezdetén a VRS a Jugoszláv Néphadseregtől átvett fegyvereknek köszönhetően, különösen a nehézfegyverzet és a szervezettség tekintetében nagyobb katonai potenciállal rendelkezett, mint ellenfelei, de 1992 közepétől ez a helyzet megváltozott.

## Háttér
Mivel a Jugoszláv Néphadsereg (Jugoslovenska narodna armija – JNA) a Vance-terv elfogadását és végrehajtásának megkezdését követően kivonult Horvátországból, 55 000 Bosznia-Hercegovinában született tisztjét és katonáját egy új boszniai szerb hadsereghez vezényelték át, amelyet később a Boszniai Szerb Köztársaság hadserege (Vojska Republike Srpske – VRS) névre neveztek át. Ezt az átszervezést a Bosznia-Hercegovina függetlenségéről tartott népszavazás előtt, amelyre 1992. február 29. és március 1. között került sor, a Bosznia-hercegovinai Szerb Köztársaság 1992. január 9-iki kikiáltása követte. A függetlenség kikiáltására később a boszniai szerbek a boszniai háború ürügyeként hivatkoztak. A boszniai szerbek 1992. március 1-jén kezdték meg a főváros, Szarajevó és más területek megerősítését. A következő napon Szarajevóban és Dobojban már feljegyezték a háború első halálos áldozatait. Március utolsó napjaiban a boszniai szerb erők tüzérséggel bombázták Bosanski Brodot, aminek eredményeként a horvát hadsereg (Hrvatska vojska – HV) 108. dandárja átlépte a bosnyák-horvát határt. 1992. április 4-én a JNA tüzérsége megkezdte Szarajevó ágyúzását. Más példák is voltak arra, hogy a JNA közvetlenül támogatta a VRS-t, például Zvornik elfoglalásakor 1992. április elején, amikor a JNA tüzérségi támogatást nyújtott Szerbiából, átlőve a Drina folyót. Ugyanakkor a JNA megpróbálta enyhíteni a helyzetet, és az ország más részein tárgyalásokat szervezni.
A JNA és a VRS Bosznia-Hercegovinában a Bosznia-Hercegovinai Köztársaság hadseregével (Armija Republike Bosne i Hercegovine – ARBiH) és a Horvát Védelmi Tanáccsal (Hrvatsko vijeće obrane – HVO) állt szemben, amely a bosnyákok által uralt központi kormányzatnak, valamint a HV-nek, amely esetenként támogatta a HVO működését, volt alárendelve. 1992. április végén a VRS 200 000 katonát, több száz harckocsit, páncélos szállító harcjárművet (APC) és tüzérségi eszközt tudott bevetni. A HVO és a Horvát Védelmi Erők (Hrvatske obrambene snage – HOS) megközelítőleg 25 000 katonát és egy maroknyi nehézfegyvert tudott kiállítani, míg az ARBiH közel 100 000, nagyrészt felkészületlen katonával rendelkezett, akiknek kevesebb mint fele volt kézifegyverekkel felszerelve és gyakorlatilag nem volt nehézfegyvere. A különböző erők fegyverkezését az Egyesült Nemzetek Szervezete (ENSZ) fegyverembargója akadályozta, melyet 1991 szeptemberében vezettek be. 1992. május közepére, amikor azok a JNA-egységek, amelyek nem kerültek át a VRS-be, kivonultak Bosznia-Hercegovinából az újonnan kikiáltott Jugoszláv Szövetségi Köztársaság területére. A VRS ekkor Bosznia-Hercegovina körülbelül 60 százalékát ellenőrizte. Az év végéig ellenőrzés mértékét az országnak mintegy 70 százalékára terjesztették ki.
A VRS által ellenőrzött terület jelentős része – beleértve a legnagyobb boszniai szerb várost, Banja Lukát is – Nyugat-Boszniában volt. A boszniai szerbek által birtokolt területnek ez a része a Jugoszláv Szövetségi Köztársaság által küldött utánpótlásától függött, mely egyetlen úton érkezett, amely a boszniai Száva-medencén, Derventán és Brčkón át nyugatról keletre ívelt át. Ugyanezt az utat használták a Krajinai Szerb Köztársaságnak (RSK), Horvátországnak a horvátországi szerbek által ellenőrzött területeinek utánpótlására is. Miután 1992 májusában a HVO és a HV elfoglalta Derventát, a VRS elindította Korridor '92 hadműveletet, és június végén az utánpótlási útvonalon visszavette az irányítást. Októberre a Száva déli partján és Horvátország határán felszámolta az összes HV vagy HVO által birtokolt beszögellést, kivéve az egyetlen hídfőt, mely Orašje városa körül helyezkedett el. Annak ellenére, hogy a harcok eredményekénr a VRS útvonala biztosítva volt, a folyosó a legkeskenyebb pontján mindössze 3,3 km széles maradt.

## Előzmények
Annak ellenére, hogy a nehézfegyverek terén a VRS előnyben volt, a boszniai háborúban a katonai erőviszonyok 1994 elején kezdtek a VRS ellenfelei felé tolódni. 1995 elején különösen a Vlašić-hegység környékén az ARBiH egyre nagyobb nyomást gyakorolt a VRS-re. Miközben a HV és a HVO az Ugrás–1 hadművelet során Livnótól nyugatra haladt előre, a VRS „Sajedstvo–95” néven megindította saját offenzíváját. A Sajedstvo–95 hadművelet háborús offenzíva volt, és a Derventa–Brčko folyosótól délre indult, de célja a kritikus utánpótlási útvonal kiszélesítése is volt. Április 19-én a VRS-offenzíva határozott ellenállásba ütközött az ARBiH és a HVO részéről, és a hónap végére elakadt. Május elején a HV Villám hadművelet néven sikeres offenzívát indított a horvátországi Nyugat-Szlavónia RSK által birtokolt része ellen. A lépés átirányította a VRS figyelmét az Orašje-zsebre, az egyetlen olyan területre, amely kívül esik a Derventa–Brčko út és a Száva folyó közötti területen. A VRS-figyelem Orašjére való áthelyezésének oka az RSK nyugat-szlavóniai vereségének megtorlása, illetve a békeszerződés elfogadása előtti gyors földfoglalás lehetett.

## A szembenálló erők
A VRS az 5. taktikai csoportot (TG-5) jelölte ki az offenzívára, amelyet általában az orašjei zsebben lévő HVO állások ellen vetettek be. A Dragoslav Đurkić ezredes által irányított TG-5 rendszerint körülbelül 6000 főből, négy gyalogos vagy könnyűdandárból állt, de az offenzívához további 2000 fős erősítést kapott. Ezek között voltak az 1. Krajinai hadtesthez rendelt elit rohamegységek, az 1. páncélosdandár elemei és a hadtest szintű tüzérség. A hadműveletnél további két vezérezredes, Momir Talić és Ratko Mladić is jelen volt, hogy közvetlenül felügyeljék a műveletet.
Az orašjei zsebet a 6000 fős Orašjei HVO hadtest védte, amely egy gárdadandárból és három honvédezredből állt. A hadtest teljes parancsnoki teendőit Đuro Matuzović dandártábornok látta el. A védelem mélysége hiányzott, nem haladta meg a 10 km-es értéket. Ennek ellensúlyozására a HVO erős előretolt védelmi állásokat épített, köztük a 18 km-es frontvonal mentén épített lövészárkokat és bunkereket A HVO állásait a Száva folyótól északra, Horvátországban telepített HV tüzérség és rakéta sorozatvető támogatta.

## A csata lefolyása
Május 5-én az 1. Krajinai hadtest megindította az orašjei zseb elfoglalását célzó offenzíváját, mely a Láng–95 kódnevet viselte, de horvát források Bosszúhadműveletként (Operacija Osveta) is emlegetik. Az offenzíva jelentős tüzérségi előkészítéssel és szárazföldi támadással kezdődött, mely a frontvonal közepén lévő Oštra Luka felé irányult. Horvát források szerint a május 5-iki támadást nem koordinálták túl jól, és ez lehetőséget adott a HVO-nak, hogy megerősítse védekezését. A harcok során a VRS tüzérsége magát Orašje városát lőtte. A támadást gyorsan visszaverték, és a kezdeti kudarc után öt napig szünetelt.
Az offenzíva május 10-én folytatódott, amikor számos VRS 9K52 Luna–M rövid hatótávolságú tüzérségi rakétát, melyet a NATO általában FROG–7 néven ismert, lőtt a HVO állásaira. A szembenálló erők a harcok újrakezdéséért egymást hibáztatták – a VRS azzal vádolta a HVO-t, hogy a Derventa–Brčko utat bombázta, hogy megakadályozza a forgalmat, míg a HVO azzal vádolta a VRS-t, hogy előbb ők bombázták Orašje városát. Május 10-én délelőtt az ENSZ megfigyelői több mint 1000 robbanást számoltak össze a térségben, és a harcokat „intenzívnek” minősítették, majd azt mondták, hogy délutánra némileg elvesztették lendületüket. A támadások elsődleges irányai, amelyek a zseb közepére és keleti részére, és Orašje, valamint Vidovice falu felé irányultak, nem tudtak teret nyerni. A balszárnyon végzett másodlagos erőfeszítés, mielőtt a HVO visszaverte, némi haladást ért el Grebnice felé. A harcok során olyan pletykák keringtek, hogy cserébe a HV által elvesztett nyugat-szlavóniai területekért Orašje környékét feladják.
A VRS a következő harminc napban még legalább hétszer támadott, és az egyes támadások között kettő-hét napos szünetek voltak. Néhányuk több napig tartott, és az ENSZ-megfigyelők minden egyes támadás során 2000-5000 robbanást számoltak össze. A legsikeresebb támadás május 14-15-én történt, amikor a VRS kis híján elérte a Száva folyó déli partján fekvő Vidovicét. Az ebből az alkalomból erős tüzérségi támogatással (beleértve a HVO állások 5000 lövedékkel és két 9K52 Luna-M rakétával történő bombázását) körülbelül három lövészároksoron keresztül indított kombinált páncélos és gyalogos támadás megtört. A Vidovice feletti irányítás megszerzéséért vívott ádáz harcban  a VRS-t a 4. gárdadandár és a 106. honvédezred visszaszorította kiindulópontjaira. Boszniai szerb források szerint a HV hat rakétát lőtt ki állásaiból Posavski Podgajci és Rajevo Selo területeiről brčkoi célpontok ellen, jelentős károkat okozva, de halálos áldozatok nélkül. Annak ellenére, hogy az Orašjétől délre eső területen a harcok folytatódtak, beleértve a VRS és az ARBiH közötti összecsapásokat is, azok általános intenzitása május 15-re csökkent. Június 4–10-én a HV és a HVO elindította a VRS által Livnótól nyugatra birtokolt állások ellen az Ugrás–2 hadműveletet. Annak ellenére, hogy a hadművelet nem állt közvetlenül kapcsolatban az orašjei csatával, tervezői úgy gondolták, hogy ez arra kényszerítheti a VRS-t, hogy erői egy részét átcsoportosítsa Orašje térségében, megerősítve pozícióit a Livnói mező közelében. Június 10-re a VRS leállította a Láng-95 hadműveletet, és az orašjei csata gyakorlatilag véget ért.

## Következmények
A VRS kudarca megmutatta, hogy az előző három év során ereje az ellenségeihez képest hanyatlott. A kudarc annak ellenére következett be, hogy az offenzívát szakszerűen hajtották végre, és a VRS katonai doktrínája páncélosokkal és tüzérséggel támogatott rohamgyalogságot alkalmazott. 1995-re a VRS jól szervezett, hasonló számú tüzérségi eszközt és jól kiépített erődítményeket alkalmazó katonasággal nézett szembe. Következésképpen a VRS tüzérségi fölényre támaszkodva, és fogyatkozó létszámú gyalogosait döntő, de kockázatos támadásra kötelezve már nem volt képes legyőzni ellenfelét. A csata nem eredményezett területi változásokat, de mindkét fél több tucatnyi katonai és civil áldozatról számolt be. A csata annak ellenére ért véget, hogy a térségben a szakaszos tüzérségi párbaj folytatódott, és a VRS már június 19-én ismét bombázta Orašjét.

## Fordítás
- Ez a szócikk részben vagy egészben  a   Battle of Orašje  című angol Wikipédia-szócikk ezen változatának fordításán alapul.  Az eredeti cikk szerkesztőit annak laptörténete sorolja fel. Ez a jelzés csupán a megfogalmazás eredetét és a szerzői jogokat jelzi, nem szolgál a cikkben szereplő információk forrásmegjelöléseként.